# Circars septentrionaux
1823 – 1947
Le pays des Circars septentrionaux est une ancienne province de l'Inde, sur la côte occidentale du golfe du Bengale, par 15° 40′-20° 17′ de latitude nord.
Il avait pour ville principale Cicacole. Les Anglais ont possédé ce pays à partir 1788; il était compris dans la présidence de Madras. Il correspond aux états actuels d'Andhra Pradesh et d'Odisha. 

## Source
Cet article comprend des extraits du Dictionnaire Bouillet. Il est possible de supprimer cette indication, si le texte reflète le savoir actuel sur ce thème, si les sources sont citées, s'il satisfait aux exigences linguistiques actuelles et s'il ne contient pas de propos qui vont à l'encontre des règles de neutralité de Wikipédia.